# Glacier Koettlitz
Le glacier Koettlitz est un grand glacier antarctique situé à l'ouest des monts Morning et Discovery. Il s'étend depuis le mont Cocks, en direction du nord-est entre la péninsule de Brown et le continent jusqu'à la barrière de glace du détroit de McMurdo.
Il a été découvert par l'expédition Discovery (1901-1904) et nommé en honneur de Reginald Koettlitz, le médecin et botaniste de l'équipe.